# Kobylin (gmina w województwie warszawskim)
Kobylin – dawna gmina wiejska istniejąca do 1954 roku w woj. warszawskim. Nazwa gminy pochodzi od wsi Kobylin, lecz siedzibą władz gminy był Grójec, który stanowił odrębną gminę miejską.
W okresie międzywojennym gmina Kobylin należała do powiatu grójeckiego w woj. warszawskim. Po wojnie gmina zachowała przynależność administracyjną. 1 lipca 1952 roku do gminy Kobylin przyłączono część obszaru gminy Wola Wągrodzka, po czym gmina składała się z 37 gromad.
Jednostka została zniesiona 29 września 1954 roku wraz z reformą wprowadzającą gromady w miejsce gmin. Po reaktywowaniu gmin z dniem 1 stycznia 1973 roku gminy Kobylin nie przywrócono a jej dawny obszar wszedł w skład gminy Grójec.